# Angelo Arcidiacono
Angelo Arcidiacono (* 25. září 1955 – 26. února 2007 Catania, Itálie) byl italský sportovní šermíř, který se specializoval na šerm šavlí.
Itálii reprezentoval v sedmdesátých a osmdesátých letech. Na olympijských hrách startoval v roce 1976 v soutěži jednotlivců a družstev a v roce 1984 v soutěži družstev. V roce 1977 obsadil třetí místo na mistrovství světa v soutěži jednotlivců. S italským družstvem šavlistů vybojoval na olympijských hrách jednu zlatou (1984) a jednu stříbrnou (1976) olympijskou medaili a s družstvem obsadil v roce 1982 druhé místo na mistrovství světa.